# イトモロコ
イトモロコ（学名：Squalidus gracilis gracilis）はコイ目コイ科カマツカ亜科の淡水魚である。

## 分布
日本の固有亜種で、濃尾平野以西の本州と四国北部、九州北部に分布している。また五島列島などの離島でも見られる。朝鮮半島には亜種のホソモロコ S. g. majimae が分布する。

## 形態
全長8cm。吻部がとがり、全体的に体高は高い。そのためやや寸詰まりに見える。同属にコウライモロコやスゴモロコなどがいるが、それらより体高が高いのが特徴である。体色は淡い茶褐色で、側線部に青褐色の斑点があり、それが全体として1本の縦条に見える。背部には不鮮明な小斑が点在する。また、背びれ基部の前端にも暗色の斑点がある。

## 生態
主に河川の中流域から下流域にかけ、また河川と繋がる水路に生息する。山口県や九州では河口付近でも見られる。流れの緩やかな砂底または砂泥底の場所に住み、底層を小さな群れを作って泳ぐ。冬期は、水草の間や石の下にあるすき間などに静止して過ごすことが多い。主に付着藻類やイトミミズなどの水生生物、底生の小甲殻類を食べる。産卵期は、5月下旬から6月上旬にかけてである。この時期のオスは、胸びれの基部付近に追い星を生じる。またこの部分が肥大し白色不透明になる。